# Лештак
Лешта́к (болг. Лещак) — село в Смолянській області Болгарії. Входить до складу общини Мадан.

## Населення
За даними перепису населення 2011 року у селі проживали 294 особи, з них 180 осіб (97,8%) — болгари.
Розподіл населення за віком у 2011 році:
Динаміка населення: